# FNS27時間テレビ (2015年)
『FNS27時間テレビ めちゃ²ピンチってるッ! 1億2500万人の本気になれなきゃテレビじゃないじゃ〜ん!!』（FNS27じかんテレビ めちゃめちゃピンチってるッ 1おく2500まんにんのほんきになれなきゃテレビじゃないじゃ〜ん）は、フジテレビ系列にて2015年7月25日（土曜）18:30 - 7月26日（日曜）21:54（JST）に生放送された通算29回目の『FNS27時間テレビ』である。

## 概要
今回のテーマは「本気」で、総合司会の岡村隆史がテレビの危機を救うヒーロー『ホンキーマン』に扮し、27時間の生放送に本気で挑み、テレビは楽しいということを自らの行動をもって証明するという設定で放送された。今回は放送20年目を迎えた『めちゃ2イケてるッ!』を主体に放送。『めちゃイケ』ベース回は2004年、2011年以来4年ぶり3回目、そして『めちゃイケ』は3年後の2018年3月31日放送を以て終了したため、今回が事実上最後となった。
総合司会はナインティナイン（岡村隆史・矢部浩之）と中居正広（当時SMAP）が担当した。ナインティナインの2人は4年ぶり3回目、中居は2年連続8回目（前回はSMAPとして担当。単独名義では4年ぶり7回目）の担当である。当初の予定では中居は総合司会としての出演は伝えられておらず、「ナインティナインの初の単独総合司会」とされていたが、本放送にて中居の総合司会としての参加が明らかとなった。
番組の正式タイトルには「1億2500万人の」と付けられているが、放送前の予告CMや公式サイト上のタイトルには付けられておらず、オープニングのタイトルコールにて初めて付けられた。なお、番組タイトルに日本の人口が付くのは、2000年の『2000 FNS1億2700万人の27時間テレビ夢列島〜家族 愛 LOVE YOU〜』以来15年ぶり14回目で、21世紀になってからは初となった。今までの『めちゃイケ』ベースのFNS27時間テレビでは、タイトルロゴに『めちゃイケ』での「What A cool we are!」に相当する英語がサブタイトルとして付いていたが、今回は付いていない。
放送時間が例年より1時間拡大の土曜日18:30から日曜日21:54までの約27時間半となり、1999年の『'99 FNS1億2700万人の27時間テレビ夢列島〜てれずに楽しく、てれずに愛して〜』以来16年振り、かつ21世紀に入ってからは初となった。なお放送時間を1時間拡大したものの番組名は変わらず「27時間テレビ」となっている。この年以降のFNSの日は21時を跨いでの放送時間が設定されている。
テーマソングには、かつて同じフジテレビで放映されていた子供番組『Super Kids Zone ポンキッキーズ』の2代目オープニングテーマである斉藤和義の『歩いて帰ろう』を起用した。なお、これまで『めちゃイケ』ベースの『27時間テレビ』ではテーマソングには洋楽が起用されたが、今回は初めて邦楽が起用された。
この年の提供クレジットは、これまでの2回（アニメーションのナインティナインと中居が提供社名の書かれたフレームの後ろで殴り合いのケンカをするもの）とは異なり、岡村扮するホンキーマンのマントに提供社名が描かれるアニメーションが使われた。
番組放送中に調布飛行場から離陸した飛行機が住宅地に墜落した事故が発生し、ニュース速報のテロップが出た。その後、速報ニュース（FNNニュース）を報道センターから挿入・放送したため番組が一時中断した。
今回の放送で大きな騒動がふたつ発生していた。
- 平成ノブシコブシの吉村崇が所有しているBMW・i8を破壊した演出に対し、視聴者から抗議が殺到した。この騒動を受けて、吉村が謝罪する事態となった[3]。
- スタッフや出演者が「NO FUN NO TV DO HONKY」と書かれたTシャツを着用していたが、「HONKY」が黒人が白人を差別する用語だったことが外部からの指摘で発覚した。記事では「話し言葉と書き言葉はまったく別の問題である。これが日本語だとしても、出演者が番組中で口にするのは許されても、それを公式Tシャツにプリントしたら問題になる言葉は少なくない。しかも欧米では、差別的な言説に対する社会的非難は非常に厳しいものがある」と評されている[4]。これについて、めちゃイケのファンを公言している俳優のマシ・オカも自身のTwitterで指摘している[5]。

## 出演者
総合司会
- one hundred
  - ナインティナイン（岡村隆史・矢部浩之）
  - 中居正広（当時SMAP）

※ ナイナイは2011年以来の4年ぶり3回目、中居はSMAPとして務めた昨年に続き8回目の担当となった。
めちゃイケメンバー
- よゐこ（濱口優・有野晋哉）
- 加藤浩次（極楽とんぼ）
- オアシズ（光浦靖子・大久保佳代子）
- 武田真治
- 鈴木紗理奈
- 雛形あきこ
- ジャルジャル（後藤淳平・福徳秀介）
- たんぽぽ（白鳥久美子・川村エミコ）
- 敦士
- 重盛さと美
- 三中元克

進行アシスタント
- 佐野瑞樹（フジテレビアナウンサー）

ホンキーマンJr
- 寺田心

インフォメーション担当
- 永島優美（フジテレビアナウンサー）

大久保ババアマラソン担当
- 西山喜久恵（フジテレビアナウンサー）

## 企画・コーナー

### メイン企画
オアシズ・大久保佳代子本気の88km（ババア）マラソン
『FNS27時間テレビ』100kmマラソン史上初の女性ランナーであるオアシズの大久保が2004年の『FNS27時間テレビ18』で、『FNS27時間テレビ』100kmマラソン初代ランナーの加藤がリタイアした87kmを上回る「88km」のマラソンに挑戦する。
もし完走に成功した場合は加藤が「何でもする」と宣言しており、取り決めによって「丸坊主になる」事がかかっている。
また、大久保からの要求で「メイクは常にちゃんとしていたい」「日焼け対策をしてほしい」「お風呂に入りたい」「仲間に励ましてほしい」「ユーミンの歌が聞きたい」という要求があり、本番ではそれにちなんだコントも行われた。

ホンキーマン本気のダイエット
めちゃイケ内での事前企画「ホンキーマン」にて中居に「体がたるんでいる」と指摘された岡村がトレーニングジム「RIZAP」の全面協力の元、本気の肉体改造を行う。
FNSちびっ子ホンキーダンス選手権
27回目を迎える今年のFNS系列局対抗企画。ちびっ子たちによるテクニック・ビジュアル・エンターテイメントの3つが合わさった「本気」のダンスコンテストを行う選手権で、結果はフジテレビが初優勝を果たした。参加者には当時小学生だったENHYPENのNI-KIやSnow Manのラウールがいる。

たんぽぽ白鳥 バンジージャンプギネスに挑戦
他メンバーが本気を見せる中、「本気を見せるチャンスがない」と嘆くたんぽぽの白鳥が本気でバンジージャンプの世界記録 (1日に158回)に挑戦。開催中のお台場夢大陸に設置されている「お台場ンジー」で挑戦したが、脳震盪を起こしたため26日午前6時すぎドクターストップがかかり、10回で断念となった。
また、この派生で各コーナー中に迷惑をかけた人や勝負に負けた人（番組内では、これらの挑戦者を「とばっちりジャンパー」と称していた）に対し罰としてバンジーに挑戦させられる流れが出来た。

### その他のコーナー
グランドオープニング
フジテレビ本社のメインスタジオ「V4スタジオ」から番組の放送がスタート。FNS各局のマスコットキャラクターと岡村のキャラクターの「たかっしー」、矢部のキャラクターの「やべーる君」、中居のキャラクターの「リアル中居君」やホンキーマンJr.などがオープニングを飾った。タイトルコールでは、過去2回と同様に中居は「じゃ〜ん!!」しか言えなかった。しかし、スタジオで3人のキャラクターの着ぐるみを被っていたのは別人で本人達は次のコーナーの水泳大会のセット裏にあるプレハブの控室でアフレコしていた。
中継では、お台場に集まったFNS各局のアナウンサーが2004年と2011年の各局中継と同じように「本気になれなきゃテレビじゃないじゃ～ん!!」を各地の方言に言い換えてからホンキーダンス選手権の各局代表チームを紹介した。大久保の88kmマラソンのスタートもオープニングに中継され、大久保は都内の居酒屋を出発した。

笑福亭鶴瓶の長すぎる話
コーナーとコーナーの間に挟まれる今回の番組の通しミニコーナー。『FNS27時間テレビ』の出演依頼するためナイナイが鶴瓶の元へ行った際の顛末が細かく分けて放送された。
結果鶴瓶本人が『FNS27時間テレビ』のスタジオに生出演することは叶わなかったが、このコーナーで事実上『FNS27時間テレビ』出演を果たした。
ナレーションは重盛さと美が担当。

ドキッ! めちゃイケvsSMAP 本気だらけの水泳大会
昨年の「ドキッ!男だらけの水泳大会」の好評を受けてのコーナー（前回勝利したチームめちゃイケの水着には一つ星を付けている。なお、前回の水着は赤い海パン一丁だったが、今回はSMAPに合わせて番組Tシャツを模した上の部分が加わっている）。
昨年は総合司会がSMAP、ゲストがナインティナインという立場だったが、今年は総合司会がナインティナイン、ゲストがSMAPと逆の立場でのコーナーだった。昨年・今年同様で、中居のみが総合司会。
結果はめちゃイケチームが勝利し、負けたSMAPのメンバーの中から一人が罰ゲームとしてバンジージャンプをすることになったが、中居は総合司会者、香取は裏番組の生放送があり六本木に移動、草彅は当日に足を負傷、稲垣は高所恐怖症で拒否との理由でそれぞれ回避したため、最終的に消去法で木村がバンジージャンプの罰を受ける羽目になった。

明石家さんまのダイヤモンドエイジ本気の体力測定
さんまと同年代、つまり60歳近く（ダイヤモンドエイジ）になった芸能人がさんまと共に本気の体力測定に挑んだ。最後にダイヤモンドエイジたちで60回連続で長縄を飛ぶことにチャレンジしたが時間切れで後続のすぽると!内で随時中継することとなった。

すぽると!
スペシャル版として放送されるのは2012年の第26回以来となる。前述の長縄チャレンジの模様を中継で挿入し60回連続ジャンプに成功した。また前述の企画で最も足を引っ張った具志堅用高がバンジージャンプをすることになったが、ドクターストップがかかり断念した。
アスリートゲストは先日のFIFA女子ワールドカップで大活躍した大儀見優季と宇津木瑠美の両選手を迎えた。

さんま・中居の今夜も眠れない
『FNS27時間テレビ』恒例の深夜のさんまと中居によるトークコーナー。
ナインティナインも出演して、岡村は2011年以来の4年ぶり、矢部は2004年以来の11年ぶりの出演となった（中継は除く）。

お台場のカイダン 本当にあったフジ縛霊の怖い話
フジテレビで実際にあった出演者とスタッフ間のトラブルや揉め事に怨念を持った芸人が地縛霊ならぬフジ縛霊となって、エピソードを披露する。
早朝のフジ本気ロックフェスティバル
お笑いとは別にバンド活動をしたり、かつてはミュージシャン志望だったお笑い芸人が大集合し、演奏力や歌唱力を披露するコーナー。
なお、この企画は7年後の2022年12月14日に『フジ芸人ロックフェスティバル』として単独番組となって放送された。
- 演奏バンド
  - ギター：後藤輝基（フットボールアワー）・川島邦裕（野性爆弾・現：くっきー!）・徳井健太（平成ノブシコブシ）・山本耕史
  - ベース：藤田憲右（トータルテンボス）・はなわ
  - ドラムス：カンニング竹山・ゆうたろう・梶原雄太（キングコング）
  - キーボード：さゆり（かつみ♥さゆり）・岩井勇気（ハライチ）
  - シンセサイザー：雛形あきこ
  - サックス：武田真治・濱口優（よゐこ）
  - コーラス：大村朋宏（トータルテンボス）
- ボーカル担当：レイザーラモンRG&椿鬼奴・エハラマサヒロ・渡辺直美・黒沢かずこ（森三中）・秋山竜次（ロバート）・神奈月・宮迫博之（当時雨上がり決死隊）※登場順[16]

めざましテレビ
進行：三宅正治・加藤綾子・軽部真一・三上真奈各アナウンサー
ここまで不眠不休の中居をもてなす為に様々な企画を用意したが、三上アナがバンジージャンプを飛ぶことになってしまった。

とんねるずの女気じゃんけん
『とんねるずのみなさんのおかげでした』の人気コーナーである「男気じゃんけん」の女性参加バージョン。とんねるずの『FNS27時間テレビ』出演は2012年の第26回以来の3年ぶりとなった。事前収録済みのコーナーで、男気軍（男性）と女気軍（女性）に別れて日本橋三越本店を貸し切って対決が行われ、最後のマグロ（丸々1本80万円）を大久保が買い上げて女気軍が勝利した。尚、総合司会の中居はこのコーナーでは不参加だった。
『FNS27時間テレビ』史上初となるロケコーナーとなった。
『みなさん』は2018年3月末で『めちゃイケ』と共に終了したため、最後の『FNSの日』への参加となった。また、とんねるずもこの年以降、『FNSの日』へ出演していない。

TED×27hTV
テレビ離れや視聴率低迷などの問題を抱えている昨今のテレビ業界の時代の中で、人気のお笑い芸人達が面白いテレビをつくるために提言や苦言を本気で真面目にプレゼンするコーナー。当番組におけるTEDとは「テレビがえらいことになってるけど、どうすんの?カンファレンス」の略称であり、実在の団体や同名の映画とは一切関係ない。
プレゼンを披露した芸人はカンニング竹山、田村淳、光浦靖子、堀内健、山崎弘也、劇団ひとり、出川哲朗の7人である。但し、当初は加藤浩次も披露する予定だったが、時間が押したため取り止めになった。

2015 FNS「ドリームカバー」歌謡祭
年末放送の『FNS歌謡祭』のパロディコーナーでダサい歌（岡村の個人的見解）を一流歌手が全力でカバーするという内容。ゼロテレビにて配信された『24時間ゼロテレビ2014』での「Dream選手権」が元ネタの一つでもある。当時レギュラー放送されていた『水曜歌謡祭』の美術セットを一部流用した。
総合司会のナイナイと中居に加えて、昨年まで10年間『FNS歌謡祭』で司会を担当していた草彅剛も司会を務めた。
このコーナーの途中に、矢部の夫人である青木裕子が長男と共に登場し、第2子を妊娠していることを明かした（2016年に出産）。
このコーナーの途中で中京競馬場から第63回中京記念の競馬中継を放送、『みんなのKEIBA』の優木まおみ（前年は欠席(大島麻衣が代役で出演)）・福原直英アナが進行した。 同日には函館2歳ステークスも行われたが、そちらはBSフジでの中継となった。『みんなのKEIBA』『KEIBA BEAT』『KEIBAプレミア』は休止となった。

中居&矢部 本気のスポーツチャレンジ
中居と矢部が本気でそれぞれの得意なスポーツ（中居は野球、矢部はサッカー）に挑戦した。
対決方式となっており、矢部はサッカーゴール内に設けられた27枚のパネル（9列×3段、各左右3枚は横の2枚抜き可能）を全て射ぬくキックターゲット、中居は飛距離90m以上のホームランを出す事が目標となっており、先に達成した方の勝利。
矢部は約1時間、64球でチャレンジ達成となったが、決着後も中居は続行。400球+泣きの27球に挑戦したが、ホームランを出せず最高飛距離85mでチャレンジ断念。最後は「魂のホームラン」として空振りの後、ダイヤモンドを一周する途中で落とし穴へ落ちた。
このコーナーも「とんねるずの女気じゃんけん」と同様で、事前収録済みのコーナーである。

サザエさん
例年通り、総合司会の3人に加え江頭2:50がいずれも本人役として参加した。中居は昨年に続いての出演であった。
オープニングではバンジージャンプをしている白鳥が登場した。

テレビのピンチをチャンスに変えるライブ
前年、行われた「SUPER MEMORIAL ADRENALIN PARTY」（スーパー・メモリアル・アドレナリン・パーティー）に岡村が挑んだバージョンで、岡村が得意なダンスで一流のアーティストたちと1時間以上のライブを行う。一部歌詞は「岡村」や「テレビ」にアレンジされている。また、使われた曲などは過去のめちゃイケ企画や27時間テレビの企画にちなんだものが選ばれている。
めちゃイケサイドストーリー
加藤がめちゃイケで今までに起きたことなどを簡単に話しながら、めちゃイケメンバーと共に縁の深い歌である尾崎豊の「15の夜」を歌唱して本気を見せた。この時めちゃイケメンバーではない中居は唖然としながら見ていた。事実上めちゃイケに中居がゲスト出演した際に起こる『めちゃイケメンバーの暴走に中居が置いてけぼりとなる展開』のコーナー化ともいえる。
フジテレビ湾岸スタジオ前で行われた。

グランドフィナーレ
大久保の希望により、清水ミチコによるユーミンライブが行われた。大久保は88キロを完走して加藤は約束通り丸刈りとなった。その後、新人アナウンサー4人の提供読みの後、総合司会3人が挨拶したが、バンジー台に取り残されていたたんぽぽの2人が「整理を付けるため最後にバンジーを飛びたい!」とダダをこね、メンバーが制止する中番組は終了した。
今回の「フジテレビ新人アナ披露」は「お台場夢大陸〜ドリームメガナツマツリ〜」の会場で行われ、披露されたのは内野泰輔・小澤陽子・宮司愛海・新美有加の男性1名と女性3名の合計4名だった（立会人は西山と佐野）。

## ゲスト
- SMAP（木村拓哉・稲垣吾郎・草彅剛・香取慎吾）[24]
- 笑福亭鶴瓶
- 明石家さんま
- ビートたけし
- 後藤輝基（フットボールアワー）
- カンニング竹山
- ゆうたろう
- トータルテンボス（大村朋宏・藤田憲右）
- はなわ
- ♥さゆり（かつみ♥さゆり）
- 川島邦裕（野性爆弾・現：くっきー）
- 梶原雄太（キングコング）
- 岩井勇気（ハライチ）
- 徳井健太（平成ノブシコブシ）
- レイザーラモンRG
- 椿鬼奴
- エハラマサヒロ
- 渡辺直美
- 黒沢かずこ（森三中）
- 秋山竜次（ロバート）
- 神奈月
- 山本耕史
- 宮迫博之（雨上がり決死隊）
- ダチョウ倶楽部（肥後克広・上島竜兵・寺門ジモン）
- テツandトモ（テツ・トモ）
- 江頭2:50
- ケント・モリ
- カーニバル三浦
- 夏まゆみ
- 片岡愛之助
- 荒川静香
- 井森美幸
- 剛力彩芽
- 仲宗根梨乃
- パパイヤ鈴木
- とんねるず（石橋貴明・木梨憲武）
- おぎやはぎ（小木博明・矢作兼）
- 清原和博
- 秋山成勲
- 千秋
- RIKACO
- ダレノガレ明美
- 出川哲朗
- 堀内健（ネプチューン）
- カンニング竹山
- ロンドンブーツ1号2号（田村淳・田村亮）
- 山崎弘也（アンタッチャブル）
- Toshl（X JAPAN）
- 秋川雅史
- May J.
- 槇原敬之
- 森山直太朗
- 和田アキ子
- 持田香織（Every Little Thing）
- 華原朋美
- クリス・ハート
- 優木まおみ
- 青木裕子（フリーアナウンサー、元TBSアナウンサー）
- EXILE
- モーニング娘。OG（飯田圭織・安倍なつみ・保田圭・矢口真里・石川梨華・吉澤ひとみ・辻希美・新垣里沙）
- つんく♂
- 氣志團
- 劇団四季
- AKB48（入山杏奈[注釈 6]・柏木由紀・小嶋陽菜[注釈 6]・島崎遥香[注釈 6]・高橋みなみ[注釈 6]・峯岸みなみ[注釈 6]・横山由依[注釈 6]・渡辺麻友[注釈 6]・川栄李奈[注釈 6]）
- 松井玲奈[注釈 6]（SKE48）
- 山本彩[注釈 6]・渡辺美優紀[注釈 6]（NMB48）
- 指原莉乃[注釈 6]・宮脇咲良[注釈 6]（HKT48）
- 北原里英[注釈 6]（NGT48）
- 吉本印天然素材（宮迫博之（雨上がり決死隊）・藤本敏史・原西孝幸（FUJIWARA）・星田英利（元チュパチャップス）・竹若元博（バッファロー吾郎）・島川学・高橋智（へびいちご）[注釈 7]）
- 清水ミチコ

出演順

## 視聴率
ビデオリサーチ調べ・関東地区・世帯
番組全体平均視聴率は10.4%（関東地区）。
番組瞬間最高視聴率は25日 21:02の「ドキッ! めちゃイケvsSMAP 本気だらけの水泳大会」でナインティナインとSMAPが水泳対決を行うシーンの19.1%だった（関東地区）。
コーナー別視聴率（下記参照・関東地区）
| 視聴率 | 集計時間            | コーナー名                                                                                                  |
| ------ | ------------------- | --- |
| 08.8%  | 25日 18:30 - 19:00  | グランドオープニング                                                                                        |
| 13.5%  | 25日 19:00 - 21:30  | ドキッ! めちゃイケvsSMAP 本気だらけの水泳大会                                                               |
| 11.5%  | 25日 21:30 - 23:30  | 明石家さんまのダイヤモンドエイジ本気の体力測定                                                              |
| 08.5%  | 25日 23:30 - 翌1:15 | すぽると!                                                                                                   |
| 06.1%  | 26日 1:15 - 5:00    | さんま・中居の今夜も眠れない〜お台場のカイダン 本当にあったフジ縛霊の怖い話                                 |
| 04.9%  | 26日 5:00 - 6:00    | 早朝のフジ本気ロックフェスティバル                                                                          |
| 05.9%  | 26日 6:00 - 9:30    | FNSちびっ子ホンキーダンス選手権〜めざましテレビ                                                             |
| 07.9%  | 26日 9:30 - 12:00   | FNSちびっ子ホンキーダンス選手権                                                                             |
| 10.1%  | 26日 12:00 - 18:15  | とんねるずの女気じゃんけん〜TED×27hTV〜2015 FNS「ドリームカバー」歌謡祭〜中居&矢部 本気のスポーツチャレンジ |
| 15.4%  | 26日 18:15 - 19:15  | サザエさん〜テレビのピンチをチャンスに変えるライブ                                                          |
| 17.9%  | 26日 19:15 - 20:20  | テレビのピンチをチャンスに変えるライブ                                                                      |
| 15.1%  | 26日 20:20 - 21:54  | テレビのピンチをチャンスに変えるライブ〜めちゃイケサイドストーリー〜グランドフィナーレ                      |

## スタッフ
[FNSの日 制作実行委員会]
- - 実行委員長：田村敬
  - 副委員長：小川晋一
  - 事務局長：神戸慎司
  - 事務局次長：宮道治朗
  - ネットワーク部：小野島徹、中島仁、河野真実、佐藤真紀子、島谷真理、亀山哲生
  - 編成部：藤井修、赤池洋文、情野誠人、原大輔、橋爪駿輝
  - 広報部：片山正康
  - 広告宣伝部：為永佐知男
  - 営業推進部：丹羽花奈、林英美
  - アナウンス室：佐久間茂、佐藤里佳
  - コンテンツデザイン：柳田麻衣、野村和生
  - ライツ：桐山三千代、前田泰成
  - 総務サービス部：十文字伸介
  - データ放送：清水淳司、腰塚悠、山田博昭
  - ホームページ：藁谷憲幸、星野倫美、根橋安曇
  - 湾岸スタジオ：磯部晃人、竪山保文
- 構成：伊藤正宏、高須光聖、鈴木工務店、渡辺真也
- 作家：石原健次、遠藤察男、大井達朗、オークラ、大野ケイスケ、小川浩之、木村祐一、くらなり、倉本美津留、佐藤俊明、酒井健作、鈴木おさむ、田中到、中藤洋、長谷川朝二、長谷川優、堀雅人、松井洋介、渡辺陽介
- ナレーション：木村匡也、松元真一郎、窪田等

〈フジテレビ技術〉
- - 技術統括：松本英士
  - TD・SW：斉藤伸介、長田崇、伊澤明男、馬塲義土、米山和孝、藤本敏行、河西純、岩沢忠夫、藤本伸一、小川利行、齋藤雄一、宮崎健司、障子川雅則、佐藤昭吾、松井光太郎、佐々木信一、小林知司、菊池謙、高瀬義美、田熊克二、若林咲子、岡田和美、西川明音
  - 中継TD：前田正道、田原健二、輿水卓、桶田昌利
  - カメラ：高瀬和彦、長瀬正人、上田容一郎、大野勝之、辻稔、小川経一、京田航、秋山勇人、藤江雅和、白坂典義、横山政照、小林光行、伴野匡、小出豊、吉川和彦、八柄哲、木俣希、小池悟志
  - 映像：大森克信、井上陽介、宮本学、鈴木貴裕、郡司洋、槌谷聡、池川秀彦、真崎晋哉、久保島春樹、白波孝大、春日悠、山下悠介、武田和浩、土井理沙、高木稔、石井雅紀、富田祐介、佐藤光、澤田将人、蜷川太一、福田立基、井上貴人、関口翔平、皆本翔太、古川毅、本田純一
  - 音声：戸田裕生、石川剛、太田宗孝、片山勇、河野弘幸、北野尚史、村山政輝、小清水健治、斎藤由香、鹿又健一、鈴木岳登、鈴木洋介、高橋敬、高橋幸則、谷保明、中村峰子、日置健太郎、福田暁史、松原瑞貴、森田篤、盛田浩尉、山田公次郎
  - 照明：小林敦洋、渡辺啓史、安藤雄郎、植松晃一、和田智裕、松田和樹、嶺岸一彦、大竹康裕、清水智、本沢啓史、川田敦史、藤本潤一、穴田健二、野崎政克、根本進、宗像徹馬、藤沢勝、植松勇至、紙透貴仁
  - 回線：富吉政貴
  - 放送部：野場敏裕、中田智之
  - IT技術：飯田智之
  - 技術協力：fmt、共同テレビ、放映サービス、ニューテレス、田中電設工業、共立、サンフォニックス、明光セレクト、TUBE、ライスフィールド、PARK GRAPHICS、ティ・ピー・ブレーン、PRGO、三穂電機株式会社、マルチバックス ほか
    - フジテレビ・オール技術スタッフ

〈フジテレビ美術〉
- - 美術プロデューサー：三竹寛典、副島翔太郎
  - デザイン：永井達也、鈴木賢太、安部彩、邨山直也、杉山宏樹
  - 美術進行：村瀬大、林勇、中村秀美、内山高太郎、矢野雄一郎、平山雄大、石田博己、糀田学、西嶋友里、谷元沙紀、三上貴子、丹野ありさ
  - CGプロデュース：冨士川祐輔
  - CGディレクター：鈴木鉄平
  - CGデザイナー：千代祥子、一柳彩乃
  - 3DCG：秋里直樹、平山智則、武井裕介
  - CG送出：齋藤芳崇、宮下幸恵、当銀優季、竹内佐織、木村健史郎
  - 美術協力：東宝舞台、チトセアート、エスケイシステム、ヤマモリ、ナカムラ総美、輿進電化、テルミック、野沢園、京阪商会、テレフィット、神田屋、京花園、千葉洋行、東京衣裳、山田かつら、東京特殊効果、ファイバーワーク 
    - フジテレビ・オール美術スタッフ
- 編集：中根敏晶、渕真悟
- MA：円城寺暁、小林由愛子
- 音響効果：笠松広司、松永芳樹、千本洋、星裕介、松下俊彦、中田圭三、小堀一 デジタルサーカス、音響企画株式会社、4-Legs、J-WORKS、プロジェクト80
- 編集協力：Artistree Media、IMAGICA、共同エディット
- ポスター・CM制作/CD：中尾孝年
- ロックフェス/音楽監修：荒木陽太郎
- たけし中継/三味線指導：小山貢
- サザエさん：森田浩光、野﨑理、松下洋子、清水菜未
- LIVE/振付：三浦亨、JUN、PATO、MAKI、市川新蔵
- 協力：劇団四季、三響會、デジデリック、タイトルアート、株式会社体育大会、BEEPS、タカハシレーシング、㈱ハラ自動車、㈱エヌエーシーシステム、三慶サービス、平和橋自動車教習所、GODAI テニスカレッジ亀戸校、オリックスレンタカー葛西店、つり具の上州屋 南葛西店、シーフードレストランネプチューン、㈱ジャパンアクションエンタープライズ、STUDIO WELT、ZEAL、Halftone Music、日本橋三越本店
- 制作協力：NET WEB、BEE BRAIN、SPIN GLASS、PLAT FORM.INC、株式会社エイケン、グロービジョン株式会社、MTG、THE WORKS、オイコーポレーション、グスク、SHO-GUN/よしもとクリエイティブ・エージェンシー、ジャニーズ事務所、アーティストハウス・ピラミッド、アヴィラ、アライバル、LDH、大川興業、オスカープロモーション、オフィス北野、サンズエンタテインメント、ジョビィキッズ、松竹芸能、プロダクション人力舎、ホリプロ、ホリプロコム
- バラエティ総合デスク：幸田さゆり、神﨑素子、有馬智子、田中美智代
- タイムキーパー：斉藤裕里、平野美紀子、楮本眞澄、松下絵里、石井成子、江野澤郁子、槇加奈子、山口奈保美、髙木美紀、水越理恵、海老澤廉子、星美香、色摩涼、後藤広子
- デスク：馬場瞳、市川亜季、高橋沙織、保坂美帆、宮崎由佳、谷山里美、黒木智子、吉岡沙織、伊藤藍、鈴木桂子、吉川千尋、福田有岐、佐伯愛、真崎珠美
- アシスタントプロデューサー：大平智恵、杉原亮一、藤本大介
- フロアディレクター：冨田直伸
- 中継スタッフ：三浦雅登、栗原志帆、吉田悠太、鈴木麻美子、青木誉幸
- チーフディレクター：日置祐貴、福山晋司/松本泰治、内山真吾、北山拓、遠藤達也、北村要/糸川慶樹、荻谷俊介、木村壮、近藤真広、佐藤正樹、塩谷亮、城間康男、武田誠司、出口敬生、西原信行、萬匠祐基、マッコイ斎藤、松永健太郎、渡辺琢
- フジテレビディレクター：安部聖之、新井孝輔、井口泰志、池田哲也、石武士、石川隼、石岡孝利、印田弘幸、上津原伸介、遠藤貴士、大柿博史、太田秀司、筧大輝、加藤武、加藤智章、金澤賢史、兼丸洋介、木月洋介、小杉隆史、小林雅知、小林正彦、篠崎友和、島田和正、鈴木剛、鈴木靖広、髙橋慎耶、高橋正尚、田中美咲、田村優介、千葉智久、角山僚祐、寺田裕、唐雅則、中川将史、中澤俊介、萩原啓太、日比野大輔、平岡大二郎、堀川香奈、松清弘卓、松本大輔、蜜谷浩弥、宮崎鉄平、宮本一繁、森田幸子、矢﨑裕明、安田太地、山田賢太郎、吉田渉、渡部泉
- フジテレビプロデューサー：朝妻一、板谷栄司、太田一平、亀高美智子、黒木彰一、小仲正重、濱野貴敏、三浦淳、藪木健太郎、渡辺俊介/青木広美、安西義弘、石塚大志、上野貴央、大内登、大江菊臣、大川友也、岡村恭子、小澤慧里子、菊岡郁枝、金佐智絵、倉科知美、河本晃典、小関悠介、貞本有紀、菅野貴志、高橋潤、竹内承、田隝宗昭、立石憲一郎、千葉洋美、坪井貴史、利光ともこ、中村由紀、中山佳祐、成田一樹、秦野晃子、春名剛生、双川正文、松尾やす子、松本明美、松本祐紀、三浦政信、宮崎孝幸、吉田博章、和田健
- スーパーバイザー：三宅恵介、石田弘
  - フジテレビバラエティ制作センター オールスタッフ
- 制作：夏野亮、和田実、佐々木将
- プロデューサー：中嶋優一、飯村徹郎、山本布美江、石川綾一
- チーフプロデューサー：明松功
- 演出：戸渡和孝
- 総監督：片岡飛鳥
- 制作統括：金田耕司
- 制作著作：フジテレビ/フジネットワーク27社

## 放送時間
- 土曜18:30 - 日曜21:54（JST、27時間24分）
  - 21:54で終わるのは、2008年の『FNS27時間テレビ!! みんな笑顔のひょうきん夢列島!!』以来7年振り。